# Скрипко, Анатолий Васильевич
Анатолий Васильевич Скрипко (род. 1952) — советский бадминтонист, белорусский бадминтонный тренер.

## Карьера
Родился 14 декабря 1952 года.  
Ученик тренера Владимира Лифшица. Будучи десятиклассником, в 1969 году познакомился с бадминтоном. В 1971 году принял участие в чемпионате СССР. В 1974 году — стал бронзовым призёром, а в 1975 — впервые стал чемпионом.
Чемпион СССР
- одиночный разряд — 1975, 1977, 1978, 1980, 1981, 1982
- парный разряд — 1984
- смешанный разряд — 1979

Дважды — в 1980 и 1982 годах входил в восьмёрку сильнейших на чемпионатах Европы.
После окончания карьеры возглавлял сборную Беларуси по бадминтону.